# Coenosia wernerae
Coenosia wernerae är en tvåvingeart som beskrevs av Adrian C. Pont 2005. Coenosia wernerae ingår i släktet Coenosia och familjen husflugor.
Artens utbredningsområde är Armenien. Inga underarter finns listade i Catalogue of Life.